# Route nationale 640
Die Route nationale 640, kurz N 640 oder RN 640, war eine französische Nationalstraße, die von 1933 bis 1973 zwischen Soumoulou und Lordes verlief. Ihre Länge betrug 23 Kilometer.